# Col de l'Oule
Pour les articles homonymes, voir Oule.
Le col de l'Oule est un col de montagne pédestre des Pyrénées à 2 556 mètres d'altitude, dans le Lavedan, dans le département français des Hautes-Pyrénées en Occitanie.
Il relie la vallée de Cestrède, au nord, à la vallée d'Aspé.

## Toponymie
En occitan, oule signifie « cirque, cuvette glaciaire ».

## Géographie
Le col de l'Oule est situé entre le Malh Arrouy (2 965 m) à l'ouest et le pic de l'Oule (2 616 m) à l'est. Il surplombe l'Oule de Cestrède (cirque) au nord.

## Protection environnementale
Le col fait partie d'une zone naturelle protégée, classée ZNIEFF de type 1, « vallée de Cestrède », et de type 2, « haute vallée du gave de Pau : vallées de Gèdre et Gavarnie ».

## Voies d'accès
Le versant nord est accessible par la vallée de Cestrède depuis le parking aux granges de Bué, suivre l'itinéraire du lac de Cestrède puis suivre vers le lacot d'Era Oule (2 296 m).
Sur le versant sud, on y accède depuis Gèdre par la route de Saussa en suivant le gave d'Aspé.